# Sylwester Królikowski
Sylwester Królikowski (ur. 2 października 1950 w Warszawie) – polski szermierz, trener, olimpijczyk z Montrealu 1976.
Szablista. Zawodnik stołecznego klubu RKS Marymont. Indywidualny wicemistrz Polski w latach 1976–1977, 1979. Drużynowy mistrz Polski w latach 1977–1978 oraz wicemistrz w roku 1971.
Uczestnik turniejów drużynowych mistrzostw świata w latach 1977-1978, podczas których polska drużyna zajmowała 5. miejsce. 
Na igrzyskach olimpijskich w roku 1976 w Montrealu był członkiem drużyny polskich szablistów (partnerami byli: Jacek Bierkowski, Leszek Jabłonowski, Józef Nowara), która w turnieju drużynowym zajęła 6. miejsce.
Brat olimpijki Jolanty Królikowskiej.